# 张日清
张日清（1917年7月23日—2004年10月14日），原名张家珍，福建省长汀县涂坊乡坪埔村人，中国人民解放军将领、中国人民解放军开国少将。中国共产党第九次全国代表大会代表、中国共产党第九届中央委员会候补委员。荣获二级八一勋章、二级独立自由勋章、一级解放勋章。
1930年5月，参加中国工农红军。1931年2月，加入中国共产主义青年团。1932年5月，加入中国共产党党员。
张日清历任红一军团第十二军军部勤务员、班长、收发员，江西瑞金红军学校文书、干事、政治指导员，信康赣边区游击支队政治委员、新四军教导总队排长、队长、大队长兼教员主任，新四军新编第二支队三团参谋长、第一师二旅六团团长，中共华中党校学员，苏中抗日军政大学大队长、教育长，新四军第一师参谋处教育科长兼教导团副团长、作战科长，苏浙军区苏浙公学副教育长、第三纵队七团政治委员、华中军区第八纵队六十六团团长，华中野战军第一师一旅政治部主任，华东野战军第四纵队十师政治部主任，华东军区随营学校副校长，第三野战军军政干部学校政治部主任，华东军区军政大学第二总队政治部主任等职。
中华人民共和国成立后，张日清同志历任华东军政大学福建分校政治委员，第十四步兵学校政治委员。
1952年张日清进入中国人民解放军军事学院政治系学习，毕业后曾任陆军第二十三军副政治委员，中国人民解放军第24军副政委兼政治部主任、政治委员，山西省军区第二政治委员，北京军区副政委兼山西省军区第二政治委员，武汉军区顾问等。
1955年，授予中国人民解放军少将。
1983年10月，张日清离休。1988年，被授予中国人民解放军一级红星功勋荣誉章。
2004年10月14日3时15分，张日清在武汉逝世。